# Clive Wearing
Clive Wearing (* 11. Mai 1938) ist ein britischer Musikwissenschaftler, Dirigent und Spieler von Tasteninstrumenten, der seit 1985 an einer praktisch vollständigen Amnesie leidet.

## Leben
Wearing galt als ein angesehener Experte für Alte Musik, bevor er 1985 an einer schweren und lang anhaltenden anterograden Amnesie erkrankte. Dadurch ist sein Gehirn nicht mehr in der Lage, neue Erlebnisse für mehr als einige Minuten zu speichern.
Wearing erkrankte am 29. März 1985 an einer Herpes-simplex-Enzephalitis. Dabei wurde sein Hippocampus dauerhaft geschädigt – der Teil des Gehirns, der maßgeblich für die Verarbeitung von Sinneseindrücken zur dauerhaften Speicherung verantwortlich ist. Auch der Schläfen- sowie der Frontallappen wurden geschädigt. Ersterer beherbergt mit der Amygdala einen Teil des Gehirns, der maßgeblich für die Steuerung von Emotionen verantwortlich ist.
Infolge dieser Erkrankung erlitt Wearing eine totale Amnesie. Da der Teil des Gehirns geschädigt wurde, der zur Übertragung von Erinnerungen vom Kurz- in das Langzeitgedächtnis verantwortlich ist, ist er nicht in der Lage, neue Erinnerungen dauerhaft zu speichern. Sobald seine kurze Gedächtnisspanne nach einigen Minuten abgelaufen ist, beginnt seine Wahrnehmung von Neuem. Er erinnert sich nicht mehr, was wenige Minuten zuvor geschehen ist.
Er hat darüber hinaus nur wenige bewusste Erinnerungen aus der Zeit vor seiner Erkrankung. So weiß er beispielsweise, dass er Kinder aus früherer Ehe hat, kann sich aber an deren Namen nicht erinnern. Die Liebe zu seiner zweiten Frau Deborah, die er 1984 geheiratet hatte, ist ungebrochen. Er begrüßt sie überschwänglich, jedes Mal, wenn sie sich treffen – glaubend, dass er sie über Jahre nicht gesehen habe, auch wenn sie nur kurz den Raum verlassen hat, um ein Glas Wasser zu holen.
Obwohl Wearing nur über eine sehr kurze, bewusste Gedächtnisspanne verfügt, sind seine Fähigkeiten nicht beeinträchtigt. So kann er ohne Weiteres Klavier spielen oder einen Chor dirigieren, obwohl er keine bewusste Erinnerung an seine musische Ausbildung hat, da sein prozedurales Gedächtnis von der Infektion nicht beeinträchtigt wurde.
Um seine Situation nachzuvollziehen, begann Wearing, ein Tagebuch zu führen. Zahllose Seiten sind mit Einträgen über seine Tagesabläufe gefüllt.
8:31 Uhr: Nun bin ich wach.
9:06 Uhr: Nun bin ich völlig wach.
9:34 Uhr: Jetzt bin ich tatsächlich wach.
Frühere Einträge sind üblicherweise ausgestrichen – Wearing vergisst binnen Minuten, dass er einen Eintrag gemacht hat, und ist überzeugt, dass die früheren Eintragungen nicht richtig sind. Die Art seiner Eintragungen hat sich über zwei Jahrzehnte nicht wesentlich verändert. Seine Frau schrieb darüber ein Buch mit dem Titel Forever Today (dt. Gefangen im Augenblick).